# Johann Ludwig Sulzberger
Johann Ludwig Sulzberger (* 24. Februar 1815 in Gachnang; † 25. März 1882 in Frauenfeld) war ein Schweizer Politiker und Richter. Von 1851 bis 1869 gehörte er dem Nationalrat an, von 1852 bis 1881 war er Regierungsrat des Kantons Thurgau.

## Biografie
Johann Ludwig Sulzberger war der Sohn eines reformierten Pfarrers; der Pfarrer und Historiker Huldreich Sulzberger war sein jüngerer Bruder. Er studierte Recht an den Universitäten Zürich, Berlin, Göttingen und Genf. Während seiner Studienzeit trat er dem Schweizerischen Zofingerverein bei. Ab 1837 war Sulzberger in Frauenfeld als Rechtsanwalt tätig, ab 1840 in Bischofszell als Bezirksschreiber. Von 1845 bis 1869 war er kantonaler Verhörrichter, in den Jahren 1851/52 präsidierte er das Bezirksgericht Frauenfeld. Sulzberger übte daneben mehrere Mandate in Verwaltungsräten aus, beispielsweise bei der thurgauischen Hypothekenbank (1852 bis 1882) bei der Rentenanstalt (1860) und bei der Mobiliarversicherung (1873 bis 1881).
Sulzberger gründete um 1845 den Oberthurgauer Volksverein, um radikalliberales Gedankengut zu verbreiten. 1845 erfolgte die Wahl in den Thurgauer Grossen Rat. Gegenüber dem Sonderbund nahm er eine harte Haltung ein. 1849 war er zwar an der Ausarbeitung einer neuen Kantonsverfassung beteiligt, wandte sich jedoch gegen deren Einführung, weil sie ihm zu wenig radikal erschien. Zusammen mit Fridolin Anderwert und Philipp Gottlieb Labhardt begründete er 1858 den oppositionellen liberalen Verein. Später wurde er zum führenden Vertreter der demokratischen Bewegung, die sich insbesondere gegen die ausserordentliche Machtfülle von Eduard Häberlin richtete.
Im April 1851 kandidierte Sulzberger mit Erfolg bei einer Nachwahl und zog anstelle des verstorbenen Johann Georg Rauch in den Nationalrat ein. Sechsmal in Folge gelang ihm die Wiederwahl. Der Grosse Rat wählte Sulzberger 1852 in den Regierungsrat. Während seiner fast drei Jahrzehnte dauernden Amtszeit in der Kantonsregierung stand er den Departementen des Äusseren, der Finanzen, des Inneren und der Volkswirtschaft vor. 1869 trat er aufgrund der strenger gewordenen gesetzlichen Vorschriften zur Gewaltenteilung als Gross- und Nationalrat zurück, Regierungsrat blieb er bis 1881.
Sulzberger entfaltete verschiedene weitere Aktivitäten. Er war Mitglied der evangelischen Synode (1855 bis 1861) und Präsident der Bürgergemeinde Frauenfeld. 1859 gehörte er zu den Mitgründern des Historischer Verein des Kantons Thurgau, 1870 initiierte er die Gründung des Thurgauischen Handels- und Industrievereins. Ebenso war er Korrespondent der National-Zeitung und Aktuar der Thurgauischen Gemeinnützigen Gesellschaft. Der Grütliverein ernannte ihn 1873 zum Ehrenmitglied.